# Microcyclus amphimelaena
Microcyclus amphimelaena är en svampart som först beskrevs av Jean François Montagne, och fick sitt nu gällande namn av Arx 1962. Microcyclus amphimelaena ingår i släktet Microcyclus och familjen Mycosphaerellaceae.   Inga underarter finns listade i Catalogue of Life.